# قلب‌های تنها
قلب‌های تنها (به انگلیسی: Lonely Hearts) فیلمی محصول سال ۲۰۰۶ و به کارگردانی تاد رابینسون است. در این فیلم بازیگرانی همچون جان تراولتا، جیمز گاندولفینی، سلما هایک و بیلی مدیسن ایفای نقش کرده‌اند.

## خلاصه داستان
داستان واقعی دو کارآگاه جنائی که در آمریکای اواخر دهه چهل به تعقیب ریموند مارتینز و مارتا بک، معروف به قاتلین «قلب‌های تنها» پرداختند. قاتلین روان پریشی که شکارهایشان را از ستون «قلب‌های تنها» ی روزنامه شکار می‌کردند.